# Jozef Božetech Klemens

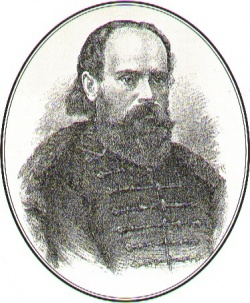
Jozef Božetech Klemens (ca. 1875)

Jozef Božetech Klemens, auch Clemens (* 8. März 1817 in Liptovský Mikuláš, damals Kaisertum Österreich, heute Slowakei; † 17. Januar 1883 in Wien), war ein slowakischer Maler, Bildhauer, Fotograf, Erfinder und Naturwissenschaftler. Sein Mittelname leitet sich vom Namen des letzten slawischen Abtes des Klosters Sázava, Božetěch, ab.

## Werdegang

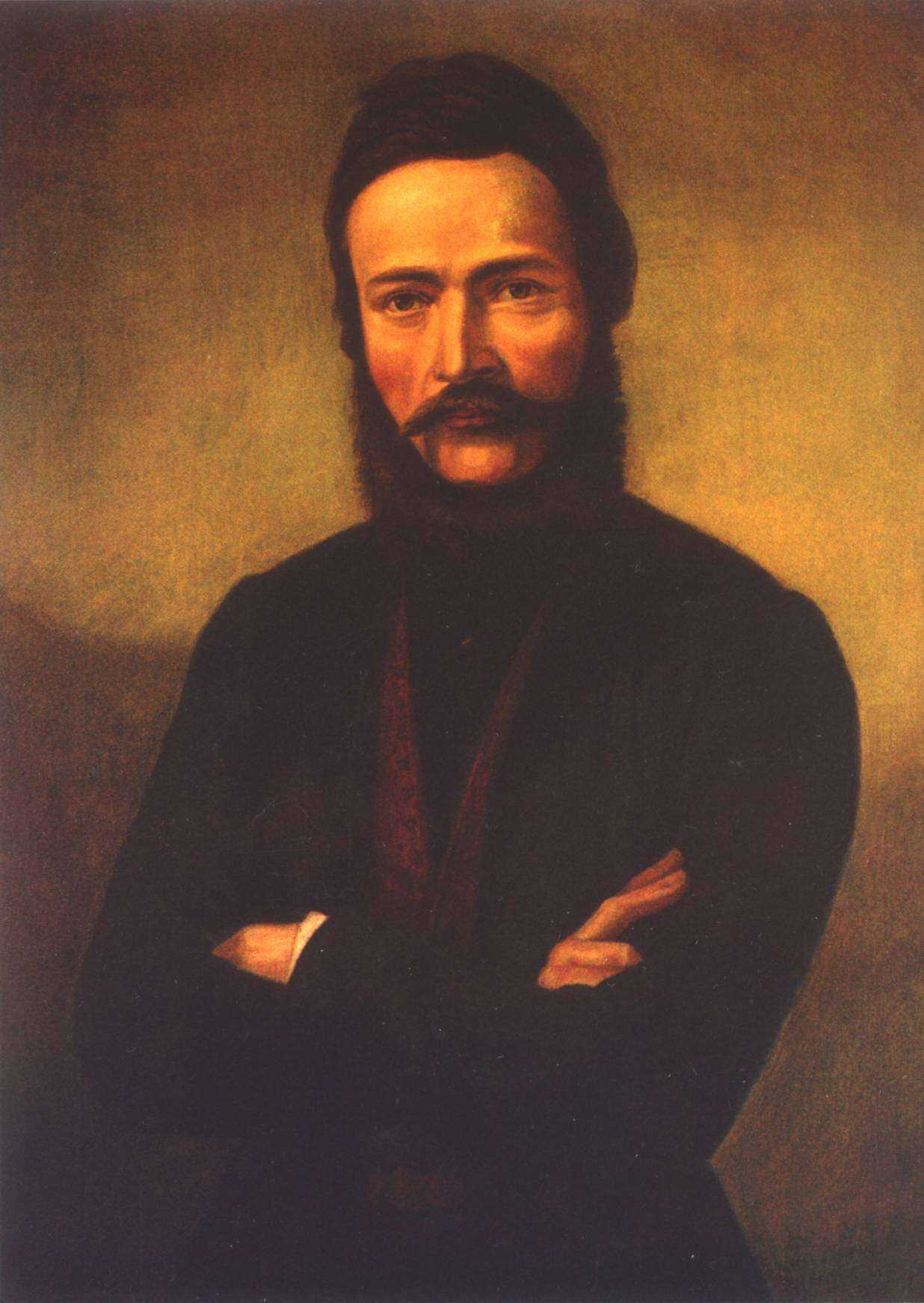
Porträt von Ľudovít Štúr (ca. 1875)

Jozef Božetech Klemens kam zur Welt in der Familie eines Sattlers und war in seiner Jugend eine Hilfskraft in der Buchbinderei von Gašpar Fejérpataky-Belopotocký. Auch dank Belopotockýs Empfehlung ging Klemens 1837 auf Probezeit an die Akademie der Bildenden Künste zu Prag und studierte dort von 1838 bis 1843. Neben Kunstvorlesungen besuchte er auch Vorlesungen zu den Themen Naturwissenschaft und Technik. Während des Aufenthalts in Prag half er Karel Slavoj Amerling bei der Errichtung seiner Erziehungsanstalt und gründete 1842 ein eigenes Daguerreotypie-Fotostudio, das er aber wegen finanzieller Schwierigkeiten nach nur einem Jahr wieder schließen musste.
Nach dem Studienabschluss kehrte er in seine Heimatstadt zurück und beschäftigte sich in der Folgezeit vor allem mit der Malerei. Nach der Gründung des slowakischen Vereins Tatrín im Jahr 1844 fertigte er Porträts von bedeutenden Persönlichkeiten der slowakischen Nationalbewegung wie Štefan Moyzes, Andrej Sládkovič und Ľudovít Štúr. 1846 begann er ein weiteres Studium in den Fächern Chemie und Anatomie an der Medizinischen Fakultät an der Karls-Universität in Prag, dazu verwandte Fächer an einem Polytechnischen Institut mit dem Ziel, eine Zulassung zum Mittelschullehrbetrieb zu erhalten. Danach, im August 1849, gründete er eine Zinkoxid-Fabrik in Liptovský Ján unter Verwendung der Mitgift seiner Frau Adéla und baute selbst die technische Ausstattung. Doch auch hier musste Klemens wegen ausbleibender Finanzierung den Betrieb bald wieder einstellen. In der Folgezeit lebte er hauptsächlich von der Fertigung von kirchlichen Gemälden, wie z. B. in Bobrovec, Nemecká Ľupča und Palúdzka. 
1855 akzeptierte er ein Angebot von Janko Šafárik, einem Neffen von Pavol Jozef Šafárik, und ging nach Belgrad als Kunstlehrer im örtlichen Lyzeum, aber Gesundheitsbeschwerden zwangen ihn und seine Familie nach nur fünf Monaten zur Umkehr und er studierte 1855–1856 Chemie, Physik, Naturwissenschaften, Deutsch und Tschechisch in Prag. Danach ließ er sich in Sillein als Kunstlehrer an der deutsch-slowakischen Realschule (bis 1863) nieder und war nebenbei mit geologischen und botanischen Untersuchungen sowie mit Erfindungen beschäftigt. 1858 wurde er als korrespondierendes Mitglied in die k. k. Geologische Reichsanstalt aufgenommen, nachdem er das Epizentrum des Erdbebens vom 15. Januar 1858 bei Sillein bestimmt hatte. Darüber hinaus besaß er eine große Sammlung von Mineralien. 1862 erarbeitete er einen Vorschlag für eine Druckmaschine namens Samotlač (wörtlich Selbstdruck) und schickte die Skizzen an eine Ausstellung in London, in den 1870er Jahren versuchte er, eine Dampfmaschine (genannt Žiaroruch) zu bauen, scheiterte aber an Finanzmangel und bekam auch kein Patent erteilt. 
Klemens war eines der Gründungsmitglieder der Matica slovenská im Jahr 1863 und zeichnete deren Siegel. Im selben Jahr wurde er Gastprofessor für Mathematik, Erdkunde und Zeichnen am katholischen Gymnasium in Neusohl, ab 1873 regulärer Professor. Als er 1878 zum Teil wegen seiner patriotischen Ansichten pensioniert wurde, lehrte er noch an der katholischen Grund- und evangelischen Mittelschule in derselben Stadt.
Er starb am 17. Januar 1883 in Wien an den Folgen der Steinkrankheit nach einer nicht gelungenen Operation.